# Juan Sallarés y Plá
Juan Sallarés y Plá (Sabadell, 13 de noviembre de 1845-Sabadell, 20 de noviembre de 1901) fue un político y empresario español. Industrial perteneciente al sector lanero, llegó a ser presidente de Fomento del Trabajo Nacional.

## Biografía
Nació en 1845 en la localidad de Sabadell, en el seno de una familia acomodada. Desde joven trabajó en la fábrica textil familiar. En su localidad natal, además, sería uno de los impulsores del Banco Sabadell. En varias ocasiones ejerció como presidente del Gremio de Fabricantes de Sabadell —entre 1885 y 1886, y nuevamente entre 1891 y 1892—.
Sallarés, defensor incondicional del proteccionismo y exponente de la burguesía industrial catalana de finales del siglo XIX, fue uno de los principales adalides del sector industrial lanero catalán. Entre 1897 y 1898 ejerció como presidente de Fomento del Trabajo Nacional, la principal organización de la patronal en Cataluña. Por estas fechas fue uno de los principales representantes del general Camilo García de Polavieja en Cataluña, destacado militar que había lanzado un manifiesto en el que abogaba por una política regeneracionista, que pretendía poner fin al «viejo y corrupto» sistema turnista de Sagasta y Cánovas.
En 1898, siendo presidente del Fomento del Trabajo Nacional, formó parte de la comisión de notables que presentó a la reina regente María Cristina de Habsburgo-Lorena una serie de solicitudes encaminadas a obtener mayores cuotas de autonomía por parte del poder central. Sallarés, que posteriormente se afilió a la Unió Regionalista, sin embargo, se posicionaría en contra de que la Unió buscase obtener la autonomía política total. En las elecciones generales de 1899 fue elegido diputado por el distrito de Barcelona.

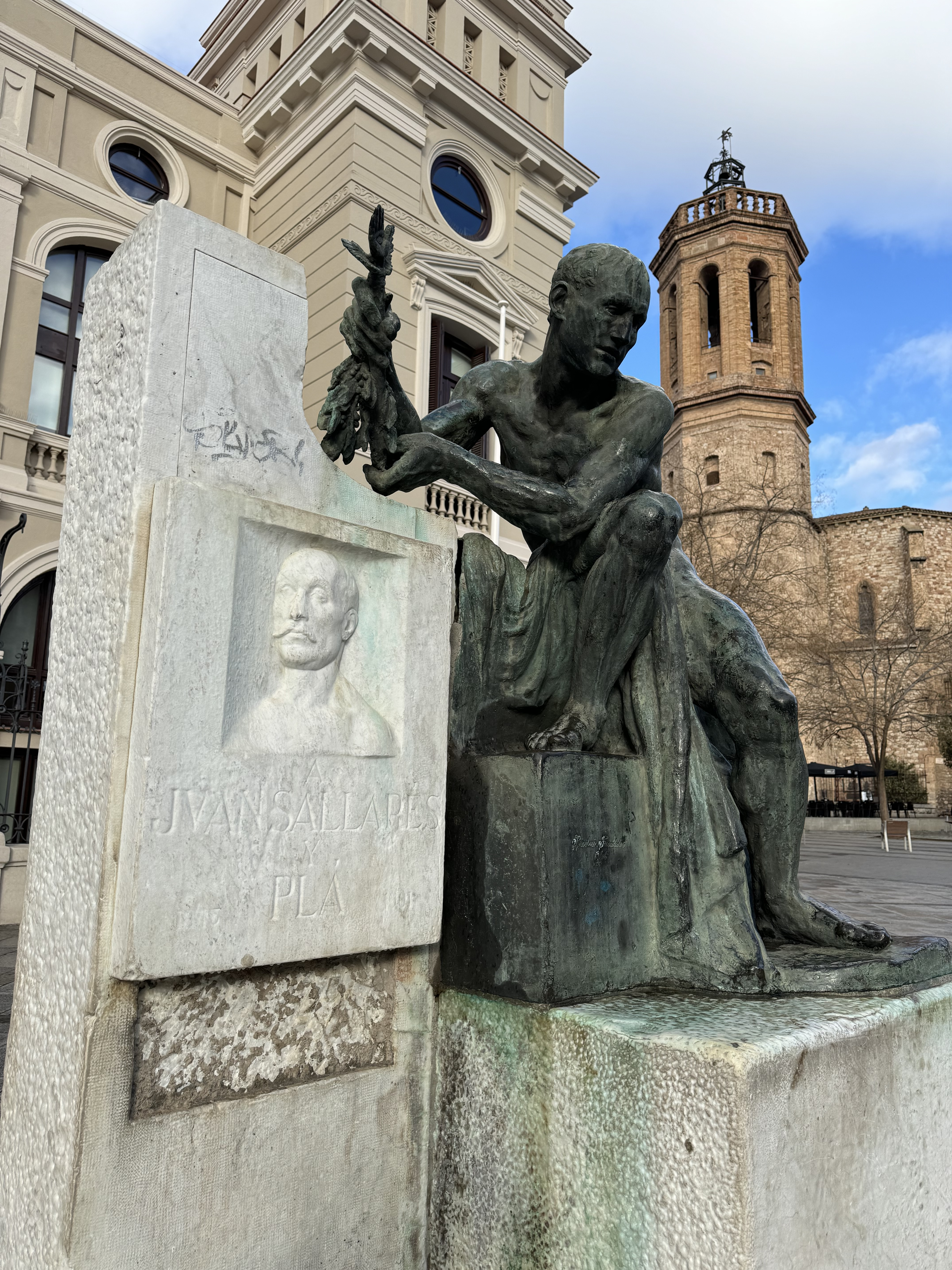
Monumento a Juan Sallarés i Plà en Sabadell

## Obras
- —— (1890). Las ocho horas. Algo sobre la cuestión obrera. Librería de Luis Niubó.
- —— (1892). El Trabajo de las mujeres y de los niños. Est. tipográfico de A. Vives.